# Shangdynastins huvudstäder

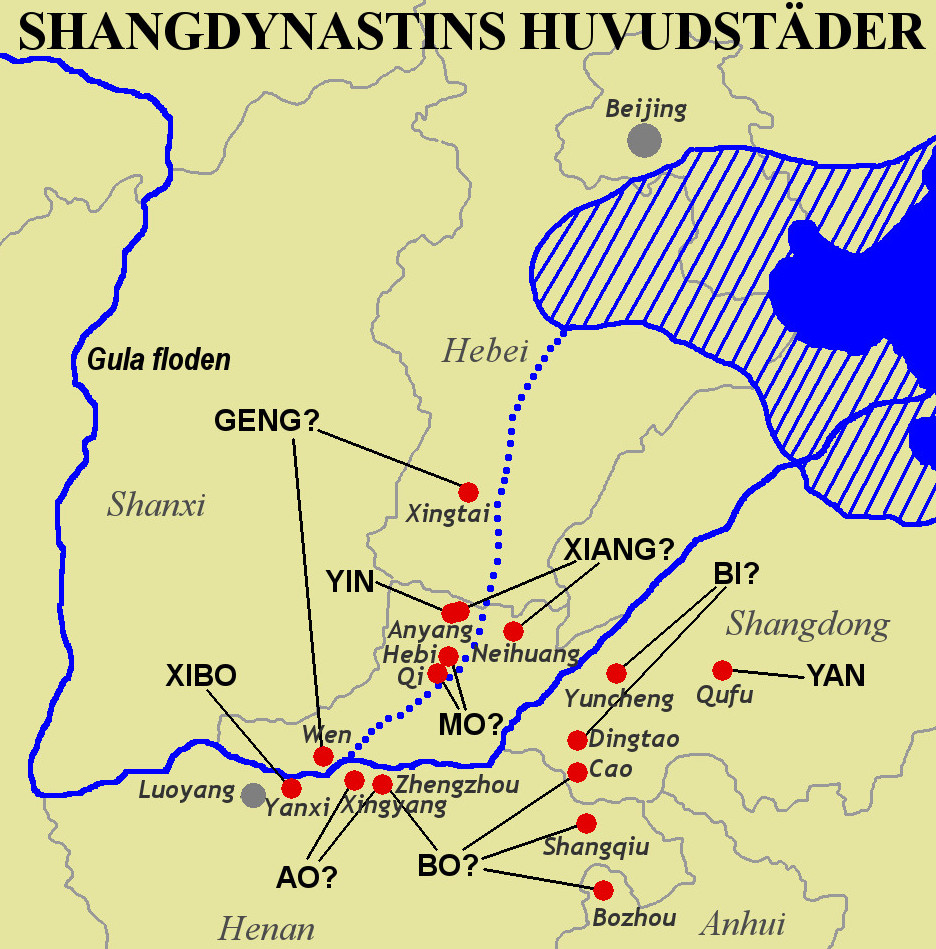
Karta över den kinesiska Shangdynastins huvudstäder. Den punktmarkerade linjen är Gula flodens lopp under Shangdynastin. Det streckade området uppe till höger är vattenlinjen vid den aktuella tiden.

Shangdynastins huvudstäder avser de städer som agerat huvudstad för den forna kinesiska Shangdynastin (1600 f.Kr.–1045 f.Kr). Totalt nio huvudstäder användes under den drygt 500 år långa epoken: Bo, Västra Bo, Ao, Xiang, Geng, Bi, Yan, Yin och Mo.
Dynastins kungar använde dubbla huvudstäder som kunde vara primära och sekundära, och de kunde också skilja på politisk huvudstad varifrån kungen styrde och ceremoniell huvudstad där de viktiga palatsen och templen för rituella ceremonier fanns. Förekomsten av dubbla huvudstäder med flera byten ger stora möjligheter att förväxla städerna och försvårar identifieringen utifrån de historiska källorna. Shangdynastins många byten av huvudstad berodde sannolikt på att vissa städer drabbades av naturkatastrofer som t.ex. översvämning av Gula floden. Bytena kan också förklaras med att man ville flytta närmare av nya fynd av naturtillgångar såsom t.ex. koppar eller tenn för bronstillverkning. Eventuellt byttes primär huvudstad bara en gång (från Bo till Yin kring år 1300 f.Kr.), och det var de sekundära huvudstäderna som byttes ofta.
Stor del av Shangdynastins huvudstäder låg mer eller mindre i direkt anslutning till Gula floden. Värt att notera är att Gula flodens lopp i det aktuella området för drygt 3 000 år sedan gick nordväst om dagens sträckning.
Traditionen att ofta byta huvudstäder har funnits länge i Shang-kungarnas familj. Under de 13 generationer som förflöt från att Shangdynastin mytologiska förfader Xie grundade stammen "Shang", fram till att Cheng Tang officiellt grundade Shangdynastin ca år 1600 f.Kr. hade huvudstaden redan bytts åtta gånger.
De historiska skriftliga källorna om Shangdynastin och dess huvudstäder är huvudsakligen Shiji av Sima Qian som skrevs runt 100 f.Kr., Bambuannalerna från ca 300 f.Kr., Orakelbensskriften som skrevs under Shangdynastin och Dokumentens bok från Shangdynastin och Zhoudynastin.

## Städerna

### Bo (亳) / Västra Bo (西亳)

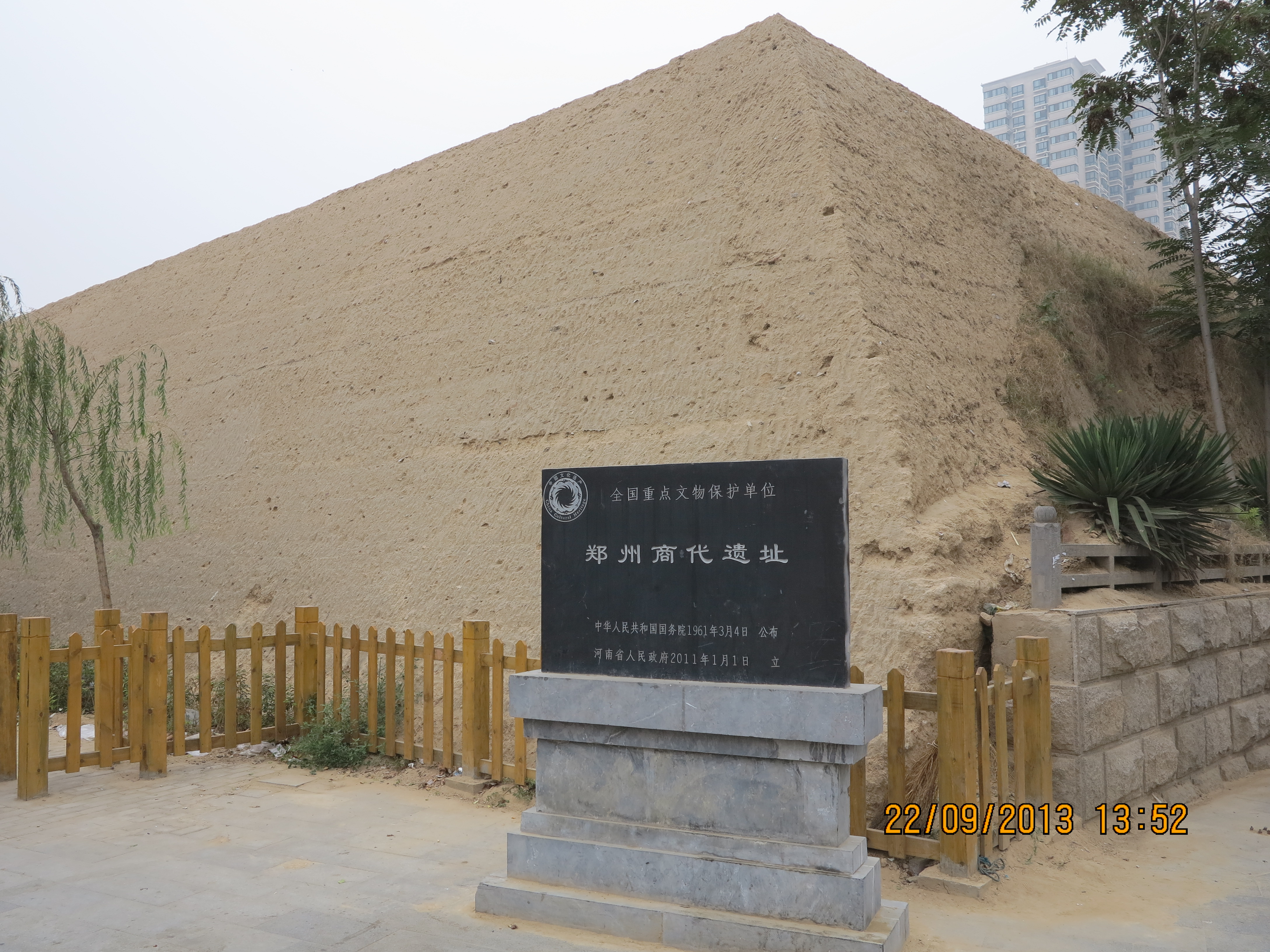
Ruinerna efter Zhengzhou Shangstad som var en av Shangdynastins två första huvudstäder.

Shiji och Bambuannalerna beskriver att kung Cheng Tang satte upp dynastins första huvudstad i Bo (亳) redan innan Xiadynastin var erövrad. Efter att Xiadynasin var erövrad och Shangdynastin bildats ungefär 1600 f.Kr. under Cheng Tangs åttonde år styrde han sedan riket från Bo. Bo hade en betydande roll i minst 450 år under Shangdynastins historia. Shiji beskriver att kung Pan Geng omkring år 1300 f.Kr. återinstallerade sig i Cheng Tangs gamla palats i Bo och att kung Wu Yi (r. 1147–1113 f.Kr) lämnade Bo för att flytta huvudstaden till norra sidan av floden.
Bo, som låg söder om Gula floden, har visat sig vara två tvillingstäder; Bo och Västra Bo/Xibo (西亳), vilket ger stor förväxlingsrisk och en osäkerhet om vilken av städerna som avses i olika sammanhang i de historiska referenserna. Det finns flera kandidater för var Bo/Västra Bo låg såsom Bozhou i Anhui, Cao i Shandong, Shangqiu, Yanshi och Zhengzhou i Henan Med stor säkerhet är Västra Bo identifierad som Yanshi Shangstad (i Yanshi i Henan).. Bo är med ganska stor säkerhet identifierad som Zhengzhou Shangstad (i Zhengzhou i Henan).

### Ao (隞)
Under första halvan av 1300-talet f.Kr., under sitt första regentår, flyttade kung Zhong Ding Shangdynastins huvudstad till Ao (隞). I Bambuannalerna beskrevs staden som Xiao (嚣) vid floden. Ao låg med hög sannolikt i regionen kring dagens Xingyang och Zhengzhou i Henan söder om Gula floden. Det finns teorier om att Ao var Zhengzhou Shangstad, men flera källor pekar på att Ao låg längre nordväst utanför Zhengzhou vid Xiaoshuangqiao.

### Xiang (相)
Kung He Dan Jia flyttade under sitt första regentår i mitten på 1300-talet f.Kr. landets styre från Ao till Xiang (相). Xiang är identifierad att ha legat i norra Henan. Traditionella källor pekar på Neihuang, men efter att Huanbei Shangstad i Anyang upptäckts och grävts ut har det växt fram teorier om att Huanbei Shangstad är Xiang, vilket stämmer bra med de arkeologiska dateringarna runt 1300-talet f.Kr.

### Geng (耿)
Under kung Zu Yis första regentår kring mitten av 1300-talet f.Kr. flyttades huvudstaden från Xiang  till Geng (耿). Geng är av några källor identifierad som Wen härard i Henan. Andra källor pekar längre norrut mot Xingtai (邢台) i Hebei. I Shiji anges att huvudstaden flyttades till "Xing" (邢) som var en nationalitet/folkgrupp som levde i regionen kring dagens Xingtai. Det finns även viss tveksamhet om relationen mellan Geng och Bi.

### Bi (庇)
Året efter Geng (耿) blev huvudstad i mitten av 1300-talet f.Kr. drabbades staden av översvämningar och kung Zu Yi flyttade landets huvudstad till Bi (庇). Under Zu Yis 8:e regentår befästes Bi med en stadsmur. Staden Bi är inte omnämnd i Shiji. Bi tros ha legat i dagens Yuncheng eller Dingtao i Shandong, men det råder även viss tveksamhet om stadens relation med Geng.

### Yan (奄)
Bambuannalerna beskriver att kung Nan Geng under sitt tredje regentår runt 1300 f.Kr. flyttade dynastins styre till Yan (奄). Historikerna är samstämmiga om att Yan låg i dagens Qufu i Shandong.

### Yin (殷)

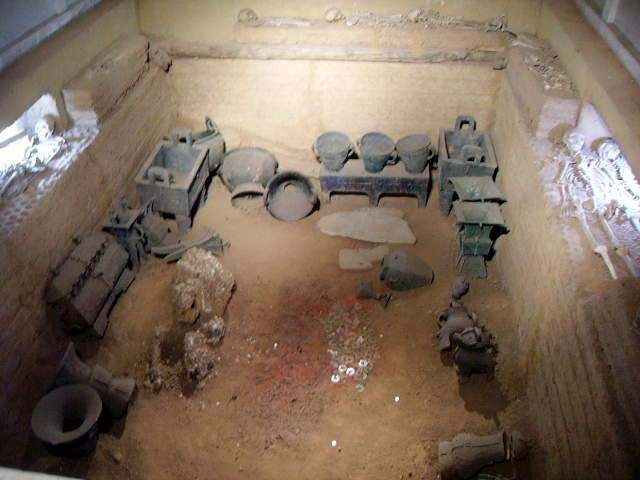
Fu Haos grav som är utgrävd vid Yins ruiner.

Enligt kronologiprojektet Xia–Shang–Zhou flyttade Shangdynastin ca 1300 f.Kr. huvudstaden till Yin (殷). Enligt Bambuannalerna flyttade kung Pan Geng under sitt 14:e regentår till Norra Meng (北蒙) där han året efter uppförde Shangdynastins nya huvudstad Yin (殷). Även Dokumentens bok beskriver utförligt hur kung Pan Geng vill byta huvudstad och övertalar landets befolkning om vikten att byta huvudstad och även att han genomför flytten över floden till Yin. Shiji antyder att Yin redan var huvudstad när Pan Geng kom till makten, och att huvudstaden därmed skulle ha flyttats av Pan Gengs företrädare och äldre bror kung Yang Jia. Dock råder idag konsensus bland historiker att det var Pan Geng som genomförde bytet av huvudstad. Shangdynastin kallas ibland även för Yin efter denna stad.
Yin låg vid dagens Anyang i Henan och stadens utgrävningsplats kallas Yinxu ("Yins ruiner"). Yinxu är en mycket viktig arkeologisk källa för forskningen kring Shangdynastin och där har bland mycket annat Orakelbenen grävts fram.

### Mo (沫)
Kung Wu Yi (1147–1113 f.Kr) flyttade under sitt tredje år vid makten till området norr om floden. Shiji berättar att han lämnade Bo, och enligt Bambuannalerna lämnade han Yin.. Under kungens femtonde regentår flyttade han till Mo (沫). Flytten till Mo nämns inte i Shiji. Wu Yis efterträdare och son kung Wen Wu Ding regerade åter från Yin. Mo låg kring dagens Hebi eller Qi härard i Henan.

## Översikt
| Historiskt namn | Identifiering                                                                              | Tidsperiod                        | Grundare   | Not                                                                         |
| --------------- | ------------------------------------------------------------------------------------------ | --------------------------------- | ---------- | --------------------------------------------------------------------------- |
| Bo 亳           | Sannolikt Zhengzhou Shangstad Zhengzhou, Henan                                             | från ca 1600 f.Kr.                | Cheng Tang | Alternativa identifieringar är: Cao, Shandong Bozhou, Anhui Shangqiu, Henan |
| Västra Bo 西亳  | Yanshi Shangstad Yanshi, Henan                                                             | från ca 1600 f.Kr.                | Cheng Tang |                                                                             |
| Ao 隞           | Sannolikt Xiaoshuangqiao Zhengzhou, Henan alternativt Zhengzhou Shangstad Zhengzhou, Henan | första halvan av 1300-talet f.Kr. | Zhong Ding | Alternativt namn Xiao (嚣)                                                  |
| Xiang 相        | Neihuang, Henan alternativt Huanbei Shangstad Anyang, Henan                                | mitten av 1300-talet f.Kr.        | He Dan Jia |                                                                             |
| Geng 耿         | Sannolikt Xingtai, Hebei                                                                   | mitten av 1300-talet f.Kr.        | Zu Yi      | Alternativ identifiering: Wen härard, Henan                                 |
| Bi 庇           | Yuncheng, Shandong alternativt Dingtao, Shandong                                           | mitten av 1300-talet f.Kr.        | Zu Yi      |                                                                             |
| Yan 奄          | Qufu, Shandong                                                                             | runt 1300 f.Kr.                   | Nan Geng   |                                                                             |
| Yin 殷          | Yinxu Anyang, Henan                                                                        | ca 1300 f.Kr. ↓ 1046 f.Kr.        | Pan Geng   | Alternativt namn Norra Meng (北蒙)                                          |
| Mo 沫           | Qi härard, Henan alternativt Hebi, Henan                                                   | 1133 f.Kr. ↓ 1111 f.Kr.           | Wu Yi      |                                                                             |